# Dans les rues d'Antibes
Pour les articles homonymes, voir Antibes.
Clip vidéo
[vidéo] « Sidney Bechet - Dans les rues d'Antibes », sur YouTube
Dans les rues d'Antibes (The Streets Of Antibes, en anglais) est un standard de jazz-jazz Nouvelle-Orléans hot jazz, du jazzman américain Sidney Bechet, dédié à Antibes sur la Côte d'Azur. Il l'enregistre pour la première fois chez Disques Vogue à Paris en 1952 avec l'orchestre du jazzman Claude Luter,, un des plus importants succès internationaux de leurs répertoires.

## Histoire

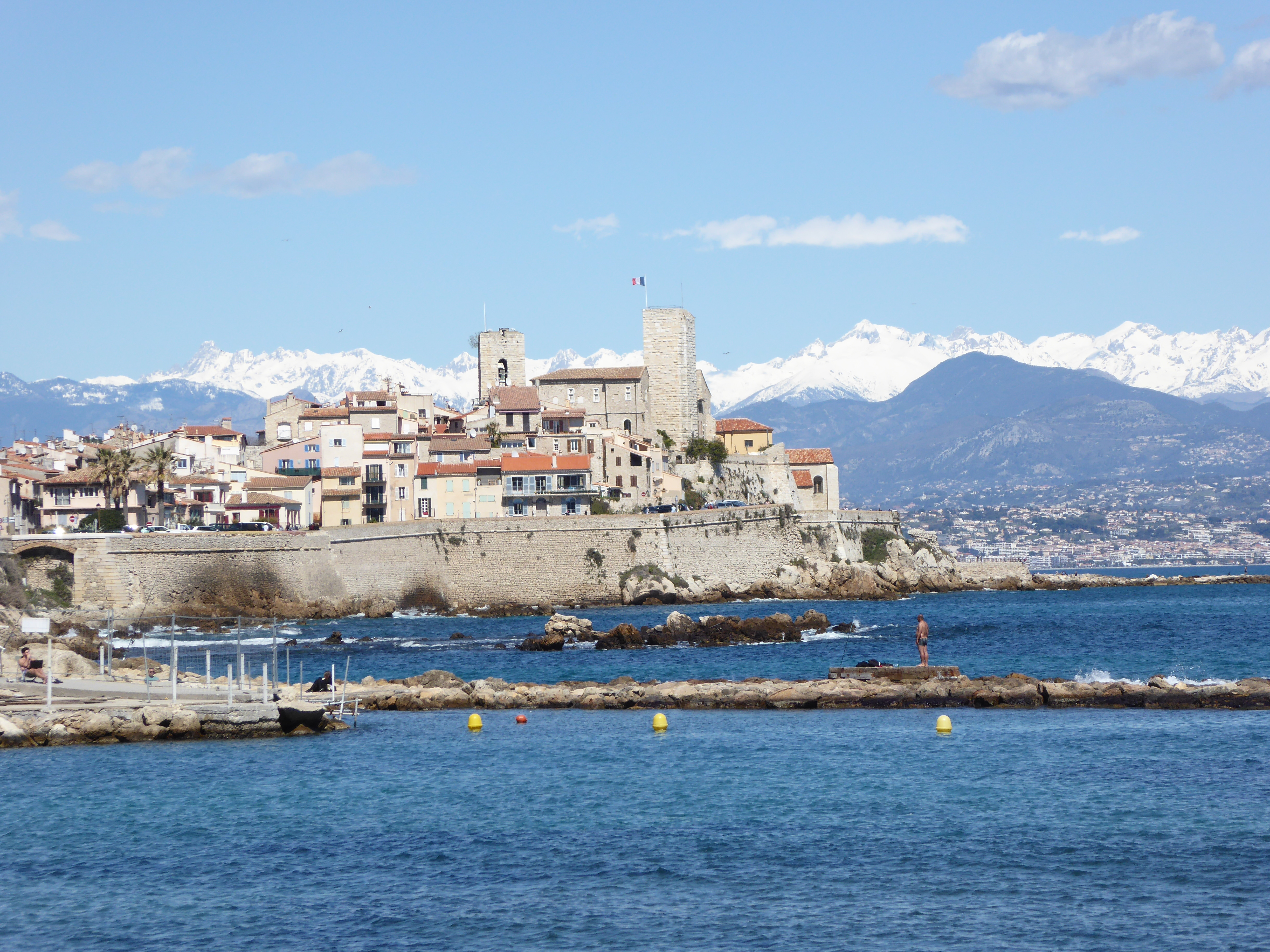
Le vieil Antibes, sur la Côte d'Azur.

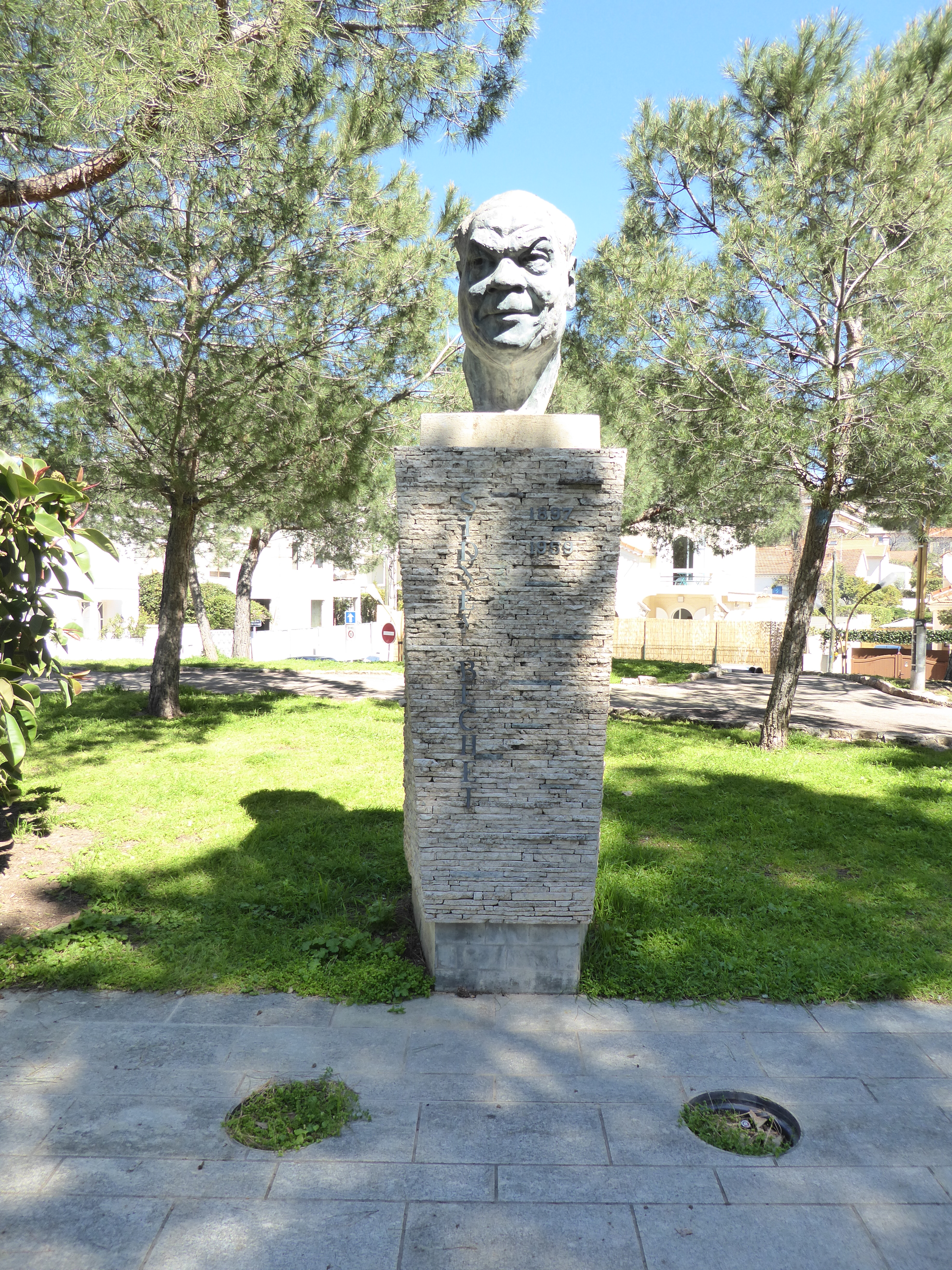
Buste en hommage à Sidney Bechet, du festival de jazz d’Antibes Juan-les-Pins.

Sidney Bechet compose cette œuvre emblématique de son répertoire, avec son célèbre style jazz Nouvelle-Orléans - hot jazz fanfare de parade festive caractéristique de sa Nouvelle-Orléans natale, alors qu'il a décidé de finir sa vie en France, où il triomphe en particulier à Paris et à Antibes sur la Côte d'Azur,, avec son répertoire jazz Nouvelle-Orléans, qu'il interprète avec les orchestres de ses partenaires jazzmen français Claude Luter et André Réwéliotty. 
Il baptise ce titre Dans les rues d'Antibes, en rapport au vif succès de ses concerts festifs d'étés à Antibes, et en souvenir de son 3e mariage avec son épouse Elisabeth Ziegler, célébré en grande pompe ultra médiatisée dans les rues d'Antibes l'année précédente, en août 1951, avec Mistinguett pour témoin,,. 
Jacques Souplet et Jean Hebey fondent le festival de jazz d’Antibes Juan-les-Pins (haut lieu mondial du jazz) en son hommage en 1960,, l'année suivante de sa disparition, avec un buste dédié à son souvenir.  
Ce titre est réédité de nombreuses fois sur de nombreuses compilations, avec d'autres nombreux succès de son répertoire, dont Summertime (1939), Egyptian Fantasy (1941), Les Oignons (1949), Joshua Fit the Battle of Jericho (1949), Promenade aux Champs Élysées (1951), Petite fleur (1952), Si tu vois ma mère (1952), Blues My Naughty Sweetie Gives to Me (1952), Roses of Picardy (1954)...